# حيدلان
الحَيْدَلان أو المُندُورة جنس أشجار متوسطة القد في فصيلة القشديات. أنواعه المعروفة من نباتات إفريقية الحارة والإستوائية. سوقها فرعاء أوراقها متعاقبة بيضية النصل الجامد العابق الخضار. أزهارها فردية مستطيلة الإهان محفوفة ببعض القنابات الورقية الشكل المفرضة النصل. يحتوي على ما يقرب من 15 نوعًا، موزعة في جميع أنحاء إفريقيا الاستوائية.

## الأنواع
- حيدلان الطيب